# Сантиментална история
„Сантиментална история“ е български документален филм на режисьорката Ралица Димитрова от 2017 г.
Филмът представя Методи, който събира старинни вещи в Музея на Тавана. Прожектиран е по време на XXI Международен София Филм Фест.